# Hebius modestum
Hebius modestum är en ormart som beskrevs av Günther 1875. Hebius modestum ingår i släktet Hebius och familjen snokar. Inga underarter finns listade i Catalogue of Life.
Arten förekommer i södra Kina i provinsen Yunnan, i östra Indien i delstaterna Meghalaya och Assam samt i norra Myanmar. Kanske når arten angränsande indiska delstater och Bangladesh. Denna orm registrerades mellan 700 och 1700 meter över havet. Habitatet utgörs av bergsskogar och kanske av träskmarker. Individerna vistas främst på marken. Honor lägger ägg.
Hebius modestum är inte sällsynt och den kan troligen uthärda måttliga landskapsförändringar. IUCN kategoriserar arten globalt som livskraftig.